# Ron Gilbert
Ron Gilbert (* 1. ledna 1964, La Grande, Oregon, USA) je americký designér, programátor a producent počítačových her. Jeho nejznámější adventure díla pochází z jeho práce u LucasArts (Maniac Mansion, první dva díly série Monkey Island). Gilbert je spoluzakladatelem Humongous Entertainment a sesterské společnosti Cavedog Entertainment. Jeho hry jsou zaměřené především na interaktivní výklad příběhu. Ron Gilbert dále založil Hulabee Entertainment, když odešel z Humongous Entertainment.

## Kariéra
Gilbert začal s jeho profesionální kariérou v roce 1983, když byl ještě student. Tehdy napsal společně s Tomem McFarlanem program zvaný Graphics Basic. Program prodali společnosti HESware ze San Francisca, která posléze Gilbertovi nabídla práci. U HESware strávil zhruba půl roku programováním akčních her pro Commodore 64 (C64). Žádná z nich nebyla nikdy vydána a společnost ukončila svou činnost. Krátce na to byl Ron Gilbert zaměstnán u LucasFilm Games (později LucasArts). Zde pracoval na převodu her z Atari 800 na Commodore 64.
V roce 1985 dostal příležitost vytvořit spolu s Gary Winnickem vlastní projekt pro LucasArts. Maniac Mansion byla o temné viktoriánské vile známé šíleným vědcem, jeho rodinou a prapodivnými mimozemšťany.
Gilbert vytvořil skriptovací jazyk, který byl pojmenován až po dokončení projektu, kterému měl sloužit - "Script Creation Utility for Maniac Mansion", známé spíše jako SCUMM. SCUMM byl následně použit u všech dalších adventur z dílen LucasArts, s výjimkou her Grim Fandango a Escape from Monkey Island.
Ron Gilbert dále u LucasArts vytvořil další úspěšné adventury, například The Secret of Monkey Island a Monkey Island 2: LeChuck's Revenge. Tyto počiny jej pronásledují dodnes v podobě ohromné zpětné vazby na jeho blogu. Sám Ron Gilbert odpovídá na každý e-mail, který mu je doručen. Pod odesílacím formulářem ale upozorňuje, že nebude odpovídat na e-maily, které se týkají skutečného tajemství Monkey Islandu (které ve hře nebylo nikdy řečeno). Někteří fanoušci jej prosí o 5. pokračování série Monkey Island, jiní zase o třetí, protože zbylé dva díly, na kterých už Gilbert nepracoval, nepovažují za rovnocenné pokračování celé série. V roce 1992 opouští společnost a společně s producentkou z LucasArts, Shelley Day, zakládá Humongous Entertainment.
Během svého působení u Homongous Entertainment nechal vzniknout takové tituly jako byly Putt-Putt, Freddi Fish, Pajama Sam a sérii Backyard Sports. Většina těchto her používá oddělenou vývojovou větev SCUMM enginu. V roce 1995 Gilbert založil Cavedog Entertainment, jednalo se o sesterskou společnost Humongous zaměřenou na ne-dětské hry.
Ve společnosti Cavedog se Ron Gilbert stává producentem hry Total Annihilation a pracoval na hře zvané Good & Evil. Tato hra byla ohlášena v několika herních plátcích, ale její vydání bylo zrušeno, když Cavedog Entertainment ukončil svou činnost roku 1999. V rozhovoru pro GameSpot Gilbert prohlásil, že s projektem Good & Evil doplatil na to, že se snažil zároveň tvořit hru a vést společnost..
V roce 2005 pracoval na blíže nespecifikované adventuře s prvky RPG. Také spustil svůj vlastní blog, který nazval "Grumpy Gamer", kde komentuje dění v herním průmyslu zpravidla formou animovaných komiksů, které vytváří spolu s designérem Voodoo Vice, Claytonem Kauzlaricem.
V lednu 2007 dal Gilbert vzniknout jedinečné gildě v on-line hře World of Warcraft na serveru Quel'Dorei, kterou nazval Threepwood.
V květnu 2007 Gilbert začal spolupracovat s Hothead Games na Penny Arcade Adventures: On the Rain-Slick Precipice of Darkness, hře založené na „Penny Arcade“.
Na jaře 2008 se přidal k Hothead Games jako výtvarný ředitel, kde vyvíjel DeathSpank, adventure/RPG hru.

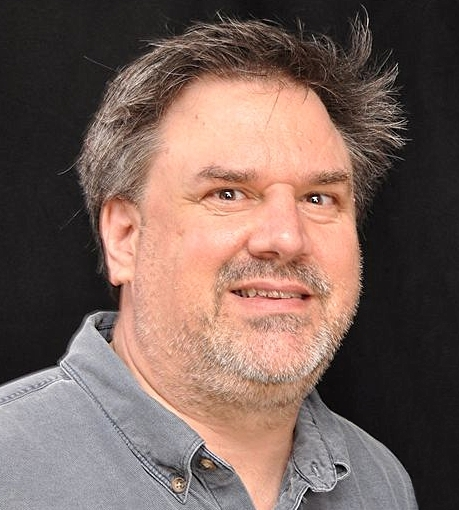
Ron Gilbert na Game Developers Conference v 2011

## Hry
- Maniac Mansion (1987), LucasArts (LucasFilm Games)
- Zak McKracken and the Alien Mindbenders (1988), LucasArts (LucasFilm Games)
- Indiana Jones and the Last Crusade: The Graphic Adventure (1989), LucasArts (LucasFilm Games)
- The Secret of Monkey Island (1990), LucasArts (LucasFilm Games)
- Monkey Island 2: LeChuck's Revenge (1991), LucasArts (LucasFilm Games)
- Day of the Tentacle (1993), LucasArts (LucasFilm Games)
- Thimbleweed Park (2017), Terrible Toybox
- Return to Monkey Island (2022), Terrible Toybox
- Spoluúčast má na několika hrách pro děti u Humongous Entertainment, například: Freddi Fish and Putt-Putt.